# Arrondissement de Leipzig
L'arrondissement de Leipzig (Landkreis Leipzig) est un arrondissement dans le Land de Saxe, en Allemagne. Il fait partie du district de Leipzig et son chef-lieu est Borna.
Il est nommé d'après la ville de Leipzig, mais celle-ci n'en fait pas partie : c'est une ville indépendante - une kreisfreie Stadt - se trouvant à la frontière Nord de l'arrondissement.
Il fut créé le 1er août 2008, dans le cadre de la réforme des arrondissements de Saxe de 2008, par la fusion des arrondissements de Pays-de-Leipzig et de la Vallée-de-Mulde.

## Villes, communes & communautés d'administration
(nombre d'habitants en 2007)
| Villes 1. Bad Lausick (8 754) 2. Böhlen (6 905) 3. Borna (21 539) 4. Brandis (9 711) 5. Colditz (5 048) 6. Frohburg (7 714) 7. Geithain (6 101) 8. Grimma (19 289) 9. Groitzsch (8 377) 10. Kitzscher (5 795) 11. Kohren-Sahlis (2 992) 12. Markkleeberg (24 021) 13. Markranstädt (15 277) 14. Naunhof (8 716) 15. Pegau (6 284) 16. Regis-Breitingen (4 178) 17. Rötha (6 016) 18. Trebsen/Mulde (4 262) 19. Wurzen (17 341) 20. Zwenkau (8 859) Verwaltungsgemeinschaften - Verwaltungsgemeinschaft Bad Lausick avec les communes membres Bad Lausick et Otterwisch - Verwaltungsgemeinschaft Frohburg avec les communes membres Frohburg et Eulatal - Verwaltungsgemeinschaft Geithain avec les communes membres Geithain et Narsdorf - Verwaltungsgemeinschaft Naunhof avec les communes membres Belgershain, Naunhof et Parthenstein - Verwaltungsgemeinschaft Pegau avec les communes membres Elstertrebnitz, Kitzen et Pegau - Verwaltungsgemeinschaft Regis-Breitingen avec les communes membres Deutzen et Regis-Breitingen - Verwaltungsgemeinschaft Rötha avec les communes membres Espenhain et Rötha | Communes 1. Belgershain (3 448) 2. Bennewitz (5 210) 3. Borsdorf (8 377) 4. Deutzen (1 957) 5. Elstertrebnitz (1 461) 6. Espenhain (2 653) 7. Großpösna (5 519) 8. Lossatal (6 434) 9. Machern (6 697) 10. Narsdorf (1 846) 11. Neukieritzsch (5 938) 12. Otterwisch (1 524) 13. Parthenstein (3 732) 14. Thallwitz (3 795) |